# Tom Ellis
Thomas John Ellis (Cardiff, 17 de noviembre de 1978) es un actor galés de cine, teatro y televisión. conocido principalmente por su papel de Oliver Cousins en EastEnders y como Gary Preston en Miranda. Es conocido por el público en los Estados Unidos por dos programas de televisión en la que interpreta a los protagonistas Rush (como William Tell Rush) y mundialmente por Lucifer (como Lucifer Morningstar). También interpretó a Sam en la comedia de BBC Three Pulling.

## Vida personal
Thomas John Ellis nació en Cardiff, es hijo de Marilyn Jean (Hooper) y Christopher John Ellis. Su padre, hermana y tío son todos ministros bautistas, con su tío, Robert Ellis, siendo el director de Colegio Regent's Park, a quien también asistió su padre.
Asistió a High Storrs School en Sheffield durante su educación y tocaba el corno francés en la City of Sheffield Youth Orchestra.
Mantuvo una relación con Estelle Morgan, con quien tuvo a su primogénita, Nora Ellis. 
Ellis comenzó a salir con la actriz Tamzin Outhwaite. La pareja se casó en 2006. El 25 de junio de 2008 nació su primer hijo juntos, Flora Ellis. Su segunda hija en común, Marnie Mae, nació el 2 de agosto de 2012. El 29 de agosto de 2013, Ellis y Outhwaite anunciaron su separación y finalmente se divorciaron en 2014. Antes de su relación con Ellis, ya tenía una hija de un noviazgo anterior.
Actualmente vive en los Estados Unidos y Canadá, y sale con la guionista Meaghan Oppenheimer. En 2019, la pareja anunció que se había comprometido y en junio de ese año se casaron. Su única hija en común, Dolly, nació en noviembre de 2023 a través de maternidad subrogada.

## Carrera
El 20 de diciembre de 2008, apareció en el juego de ITV All Star Mr & Mrs Christmas Special junto a su entonces esposa Tamzin Outhwaite. 
Otros papeles notables incluyen a Justyn en No Angels de Channel 4 y Thomas Milligan en Doctor Who de BBC One. 
En julio y agosto de 2009, protagonizó la serie de comedia dramática de ITV Monday Monday con Fay Ripley. También fue elegido como el Detective Inspector Bland en Poirot de Agatha Christie. Ellis fue la estrella de la serie de USA Network Rush, interpretando a un médico de Hollywood. 
En febrero de 2015, se anunció que Ellis fue lanzado como Lucifer Morningstar en el drama de Netflix Lucifer, basado en los cómics del Neil Gaiman, que se estrenó el 25 de enero de 2016 en FOX. En 2018, la cadena anunció que cancelaría la serie pero a través del movimiento de fanes "#SaveLucifer", Netflix adquirió los derechos y cerró definitivamente la serie en su sexta temporada en septiembre de 2021.

## Filmografía

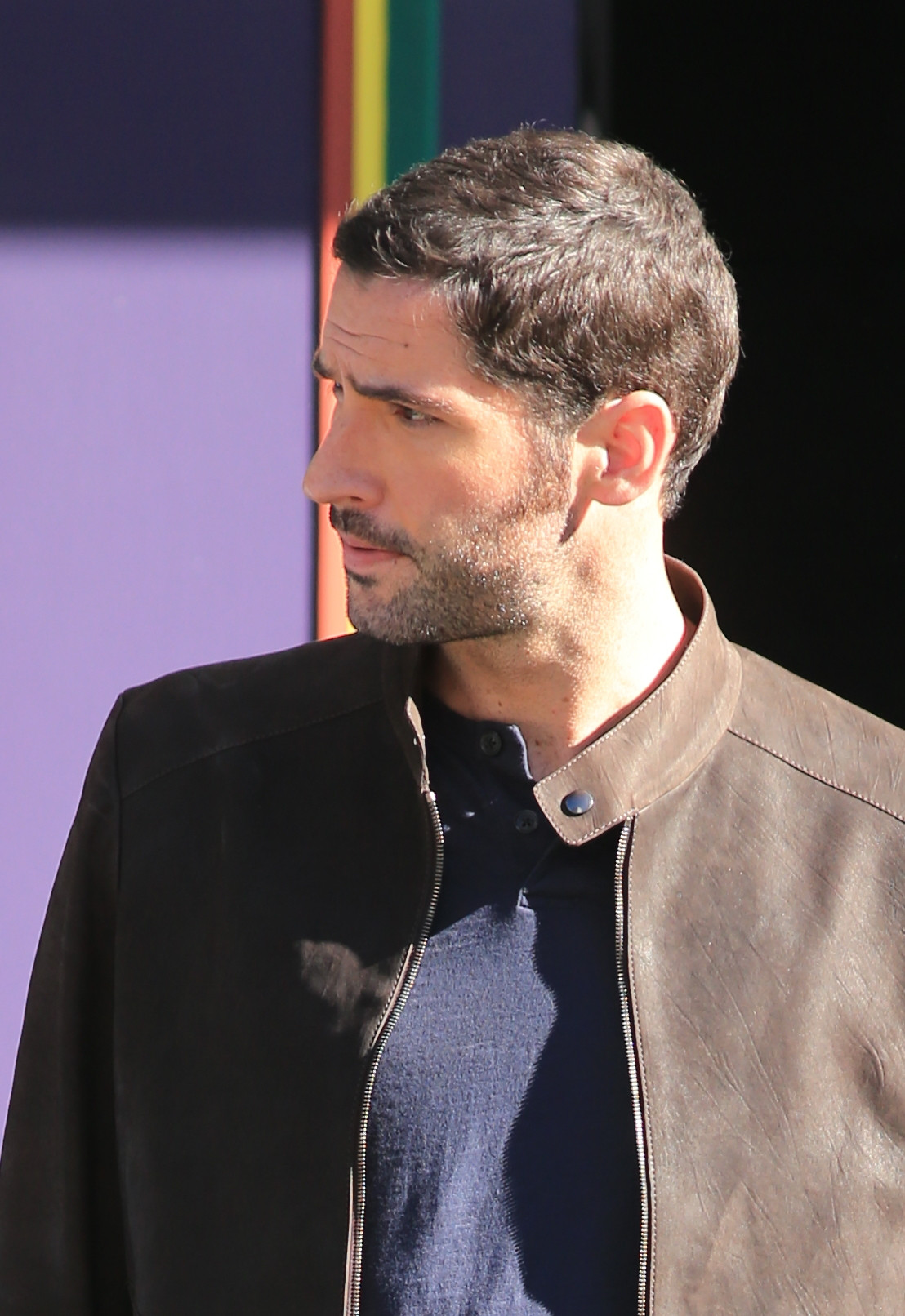
Tom filmando una escena de la serie "Rush" en el 2014.

| Año        | Título                                       | Personaje                               | Notas                                         |
| ---------- | -------------------------------------------- | --------------------------------------- | --------------------------------------------- |
| 2001       | The Life and Adventures of Nicholas Nickleby | John Browdie                            |                                               |
| 2001–2002  | Nice Guy Eddie                               | Frank Bennett                           |                                               |
| 2001       | High Heels and Low Lifes                     | Oficial de policía                      |                                               |
| 2001       | Buffalo Soldiers                             | Squash                                  |                                               |
| 2003       | Pollyanna                                    | Timothy                                 |                                               |
| 2003       | I'll Be There                                | Ivor                                    |                                               |
| 2004       | Messiah III: The Promise                     | Dr. Phillip Ryder                       |                                               |
| 2004       | Vera Drake                                   | Oficial de policía                      |                                               |
| 2005       | Much Ado About Nothing                       | Claude                                  |                                               |
| 2005       | Los asesinatos de Midsommer                  | Lee Smeeton                             | T08E09 "Midsomer Rhapsody"                    |
| 2005       | Waking the Dead                              | Harry Taylor                            | Episodio: "Straw Dog"                         |
| 2005–2006  | No Angels                                    | Justyn                                  |                                               |
| 2006       | EastEnders                                   | Dr. Oliver Cousins                      |                                               |
| 2006       | The Catherine Tate Show                      | Detective Sergeant Sam Speed            |                                               |
| 2007       | Suburban Shootout                            | P.C. Haines                             |                                               |
| 2007       | Doctor Who                                   | Tom Milligan                            | Episodio:"Last of the Time Lords"             |
| 2007       | The Catherine Tate Christmas Show            | Detective Sergeant Sam Speed            |                                               |
| 2008       | Trial & Retribution                          | Nick Fisher                             |                                               |
| 2008       | Miss Conception                              | Zak                                     |                                               |
| 2008       | The Passion                                  | Apostle Philip/Philip                   |                                               |
| 2009       | Monday Monday                                | Steven                                  |                                               |
| 2009–2015  | Miranda                                      | Gary Preston                            |                                               |
| 2010       | Dappers                                      | Marco                                   |                                               |
| 2010       | Merlin                                       | Cenred                                  | Recurrente (Temporada 3)                      |
| 2010       | Accused                                      | Neil                                    |                                               |
| 2011       | The Fades                                    | Mark Etches                             |                                               |
| 2011       | Sugartown                                    | Max Burr                                |                                               |
| 2012       | Gates                                        | Mark Pearson                            |                                               |
| 2012       | The Secret of Crickley Hall                  | Gabe Caleigh                            |                                               |
| 2013       | Once Upon a Time                             | Robin Hood                              | Episodio: "Lacey"                             |
| 2013       | Walking Stories                              | Jarrod                                  | Cortometraje                                  |
| 2013       | Agatha Christie's Poirot                     | Detective Inspector Bland               | Episodio: "Dead Man's Folly"                  |
| 2014       | Rush                                         | Dr. William Rush                        | Protagonista                                  |
| 2015       | The Strain                                   | Rob Bradley                             | Episodio: "Identity"                          |
| 2016– 2021 | Lucifer                                      | Lucifer Morningstar / Michael Demiurgos | Protagonista; +Recurrente (Temporada 5).      |
| 2018       | Padre de Familia                             | Oscar Wilde (voz)                       | Episodio: "V de Misterio"                     |
| 2018       | Queen America                                | Andy                                    | 2 episodios.                                  |
| 2019       | ¿No es romántico?                            | Doctor                                  |                                               |
| 2019       | The Flash                                    | Lucifer Morningstar                     | Episodio: "Crisis on Infinite Earths, Part 3" |
| 2022       | Robot Chicken                                | Michelin Man (voz)                      |                                               |
| 2022       | The Great North                              | Rick Chateau (voz)                      |                                               |
| 2024       | Los juegos del amor                          | Nick                                    | [ 8 ]                                         |
| 2024       | Exploding Kittens                            | GodCat (voz)                            | Protagonista                                  |
| TBA        | Tell Me Lies                                 | Oliver                                  | Recurrente (temporada 2 en preproducción)     |
| TBA        | Washington Black                             | Christopher 'Titch' Wilde               | Posproducción                                 |

## Premios y nominaciones
| Año  | Categoría                | Premio                                                       | Serie   | Resultado |
| ---- | ------------------------ | ------------------------------------------------------------ | ------- | --------- |
| 2016 | Choice TV: Breakout Star | Teen Choice Award                                            | Lucifer | Nominado  |
| 2021 | Pop Culture: Icon Award  | Icon Award                                                   | Lucifer | Ganador   |
| 2021 | Tell-Tale TV Awards      | Favorite Cable or Streaming Sci-fi / Fantasy / Horror Series | Lucifer | Ganador   |